# Эски-Оочу (Лейлекский район)
Эски-Оочу (кирг. Эски-Оочу) — село в Лейлекском районе Баткенской области Кыргызстана. Входит в состав Бешкентского аильного округа.
Расположено в юго-западной части Кыргызстана на расстоянии 51 км от районного центра г. Исфана, южнее таджикского села Овчикалача.
Согласно переписи 2009 года, население села составляло 1448 человек.